# رودولفو دانتاس بيسبو
رودولفو دانتاس بيسبو (بالبرتغالية: Rodolfo Dantas Bispo‏) هو لاعب كرة قدم برازيلي في مركز الدفاع، ولد في 23 أكتوبر 1982 في سانتوس في البرازيل. شارك مع منتخب البرازيل تحت 23 سنة لكرة القدم. أما مع النوادي، فقد لعب مع دينامو كييف وغريميو بورتو أليغرينزي ولوكوموتيف موسكو ونادي أحمد غروزني ونادي فاسكو دا غاما ونادي فلومينينسي.

## وصلات خارجية
- رودولفو دانتاس بيسبو على موقع الاتحاد الأوربي (الإنجليزية)
- رودولفو دانتاس بيسبو على موقع اتحاد أوكرانيا (الإنجليزية)
- رودولفو دانتاس بيسبو على موقع قاعدة بيانات كرة القدم.إي يو (الإنجليزية)
- رودولفو دانتاس بيسبو على موقع Soccerway.com (الإنجليزية)
- رودولفو دانتاس بيسبو على موقع عالم كرة القدم.نت (الإنجليزية)